# Liste der Biografien/Wolz
Liste der Biografien |
Portal Biografien |
Personensuche
# |
A |
B |
C |
D |
E |
F |
G |
H |
I |
J |
K |
L |
M |
N |
O |
P |
Q |
R |
S |
T |
U |
V |
W |
X |
Y |
Z |
?
 
Wa |
Wc |
Wd |
We |
Wh |
Wi |
Wj |
Wl |
Wn |
Wo |
Wr |
Ws |
Wt |
Wu |
Ww |
Wy |
Wz
 
Woa |
Wob |
Woc |
Wod |
Woe |
Wof |
Wog |
Woh |
Woi |
Woj |
Wok |
Wol |
Wom |
Won |
Woo |
Wop |
Wor |
Wos |
Wot |
Wou |
Wov |
Wow |
Wox |
Woy |
Woz
 
Wola |
Wolb |
Wolc |
Wold |
Wole |
Wolf |
Wolg |
Wolh |
Woli |
Wolj |
Wolk |
Woll |
Wolm |
Woln |
Wolo |
Wolp |
Wolr |
Wols |
Wolt |
Wolv |
Woly |
Wolz
Die Liste der Biografien führt alle Personen auf, die in der deutschsprachigen Wikipedia einen Artikel haben. Dieses ist eine Teilliste mit 26 Einträgen von Personen, deren Namen mit den Buchstaben „Wolz“ beginnt.

## Wolz
- Wolz, Alexander (* 1991), deutscher Skilangläufer
- Wolz, Alwin (1897–1978), deutscher Generalmajor im Zweiten Weltkrieg
- Wolz, Christian (* 1967), deutscher Vokal- und Performancekünstler
- Wolz, Else (1908–1983), deutsche Schauspielerin
- Wolz, Hermann Josef (1827–1895), Landtagsabgeordneter Großherzogtum Hessen
- Wolz, Kristin (* 1953), deutsche Lyrikerin und Schriftstellerin
- Wölz, Otto (1877–1962), württembergischer Landtagsabgeordneter
- Wolz, Paul (1894–1965), deutscher Theaterintendant

### Wolze
- Wolze, Kevin (* 1990), deutscher Fußballspieler
- Wolzenburg, Fritz (1911–1982), deutscher Eisenbahner
- Wolzendorff, Gustav (1834–1926), deutscher Mediziner
- Wolzendorff, Kurt (1882–1921), deutscher Staatsrechtler

### Wolzl
- Wölzl, Gotthard (1851–1932), deutscher Jurist und Politiker (NLP), MdR
- Wölzl, Rainer (* 1954), österreichischer Maler, Zeichner und Grafiker

### Wolzo
- Wolzogen auf Missingdorf, Matthias von (1588–1665), deutscher Hofbeamter und Diplomat
- Wolzogen, Alfred von (1823–1883), deutscher Theaterintendant und Schriftsteller
- Wolzogen, Caroline von (1763–1847), deutsche Schriftstellerin
- Wolzogen, Christoph von (1948–2024), deutscher Philosoph
- Wolzogen, Elsa Laura von (1876–1945), deutsche Liedsängerin und Komponistin
- Wolzogen, Ernst von (1855–1934), deutscher Schriftsteller und Begründer des Kabaretts in DeutschlandErnst von Wolzogen (1855–1934)

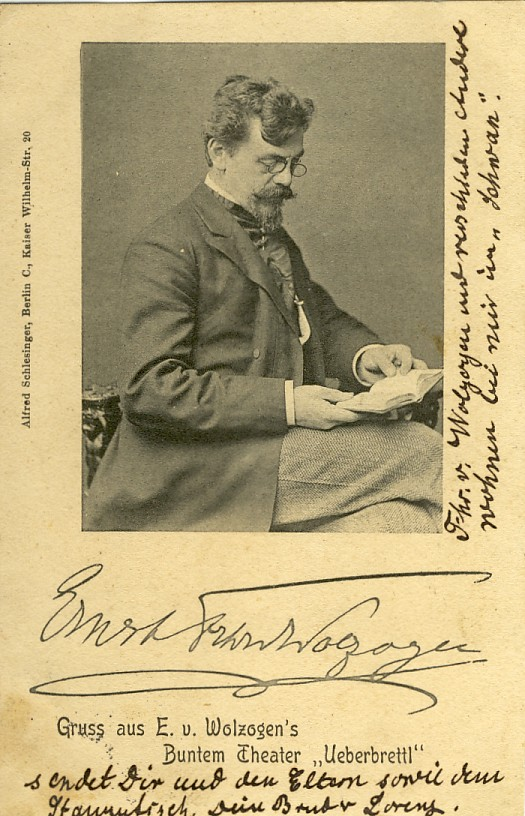
Ernst von Wolzogen (1855–1934)

- Wolzogen, Hans von (1848–1938), deutscher Literat, Redakteur, Librettist und Herausgeber
- Wolzogen, Hans von (1888–1954), deutscher Drehbuchautor, Regisseur und Filmproduzent
- Wolzogen, Johann Ludwig von (1600–1661), österreichischer Philosoph und Theologe, Vertreter des frühneuzeitlichen Sozinianismus
- Wolzogen, Karl von (1764–1808), deutscher Militär und Kolonialbeamter
- Wolzogen, Ludwig von (1773–1845), preußischer General der Infanterie
- Wolzogen, Wilhelm von (1762–1809), württembergischer Legationsrat, sachsen-weimarischer Oberhofmeister